# Internațional Curtea de Argeș
Der FC Internațional Curtea de Argeș war ein rumänischer Fußballverein aus Curtea de Argeș.

## Geschichte
Der Verein wurde im Jahr 2000 vom rumänischen Geschäftsmann Benone Lazăr als FC Internațional Pitești gegründet und startete im Ligabetrieb der dritthöchsten Spielklasse, der Divizia C. Als Erstplatzierter der Saison 2000/01 stieg der Verein in seiner ersten Spielzeit sogleich in die Divizia B auf. Die nächsten drei Jahre verbrachte der Verein in der zweithöchsten Liga und erreichte jeweils Platzierungen im gesicherten Mittelfeld der Tabelle. Nachdem der Verein zuvor zwei Jahre dem Spielbetrieb fernblieb, folgte im Jahr 2007 die Umbenennung auf den heutigen Namen FC Internațional Curtea de Argeș. Im September 2008 übernahm Ștefan Stoica von Liviu Ciobotariu das Traineramt. Die Saison 2008/09 wurde auf dem zweiten Rang abgeschlossen und somit der erstmalige Aufstieg in die Liga 1 sichergestellt. In der Hinrunde der Saison 2009/10 trug der Verein seine Spiele in dem Stadionul Mioveni in Mioveni und in der Rückrunde in dem Stadionul Nicolae Dobrin in Pitești aus. Am 24. Dezember 2009 wurde Trainer Stoica durch Ionuț Badea ersetzt.
Nach nur einer Spielzeit zog sich Benone Lazăr, der Mäzen des Vereins, aus dem Fußball zurück. Internațional erhielt daraufhin im Sommer 2010 keine Zulassung mehr zur Liga 1 und überließ den Startplatz den sportlich abgestiegenen Pandurii Târgu Jiu. Die finanziellen Sicherheiten konnten allerdings auch für die Liga II nicht gewährleistet werden, so dass der sportlich abgestiegene Mureșul Deva in der Liga II verbleiben durfte. Der FC Internațional Curtea de Argeș stieg daraufhin freiwillig in die Liga IV ab und belegte dort in der Staffel des Kreises Argeș nach dem Ende der Hinrunde den 8. Platz. In der Winterpause 2010/11 löste sich der Verein auf und wurde in der Liga IV zur Rückrunde durch Școala de Fotbal Dani Coman Pitești ersetzt.

## Bekannte Spieler
- Abiodun Agunbiade
- Cosmin Băcilă
- George Blay
- Vlad Chiricheș
- Cornel Frăsineanu
- Silviu Izvoranu
- Emmanuel Koné
- Nasser Menassel
- Marius Popa
- Daniel Stan
- Diarrassouba Viera

## Ehemalige Trainer
- Liviu Ciobotariu (2008)
- Ștefan Stoica (2008–2009)
- Ionuț Badea (2009–2010)